# Короваї (народ)
Короваї або колуфо — народ, що живе на заході острова Нова Гвінея в індонезійській провінції Папуа. До 1970 року плем'я жило в повній ізоляції та не знало про інших людей крім себе. Чисельність племені зараз становить близько 3000 осіб.

## Культура
Короваї живуть у будинках, побудованих на деревах баньяна, верхівки яких обрізали. Стіни й дах виготовляють із дощок баньяна та дрібних гілок. Будинки розташовані на висоті 10-15 метрів з дуже кволими драбинами з гілок, забратися по яких звичайній людині складно. Все це зроблено з метою захистити себе від хижаків і нападів сусідніх племен. Ще однією причиною є вірування, нібито на таку висоту не можуть забратися злі духи.

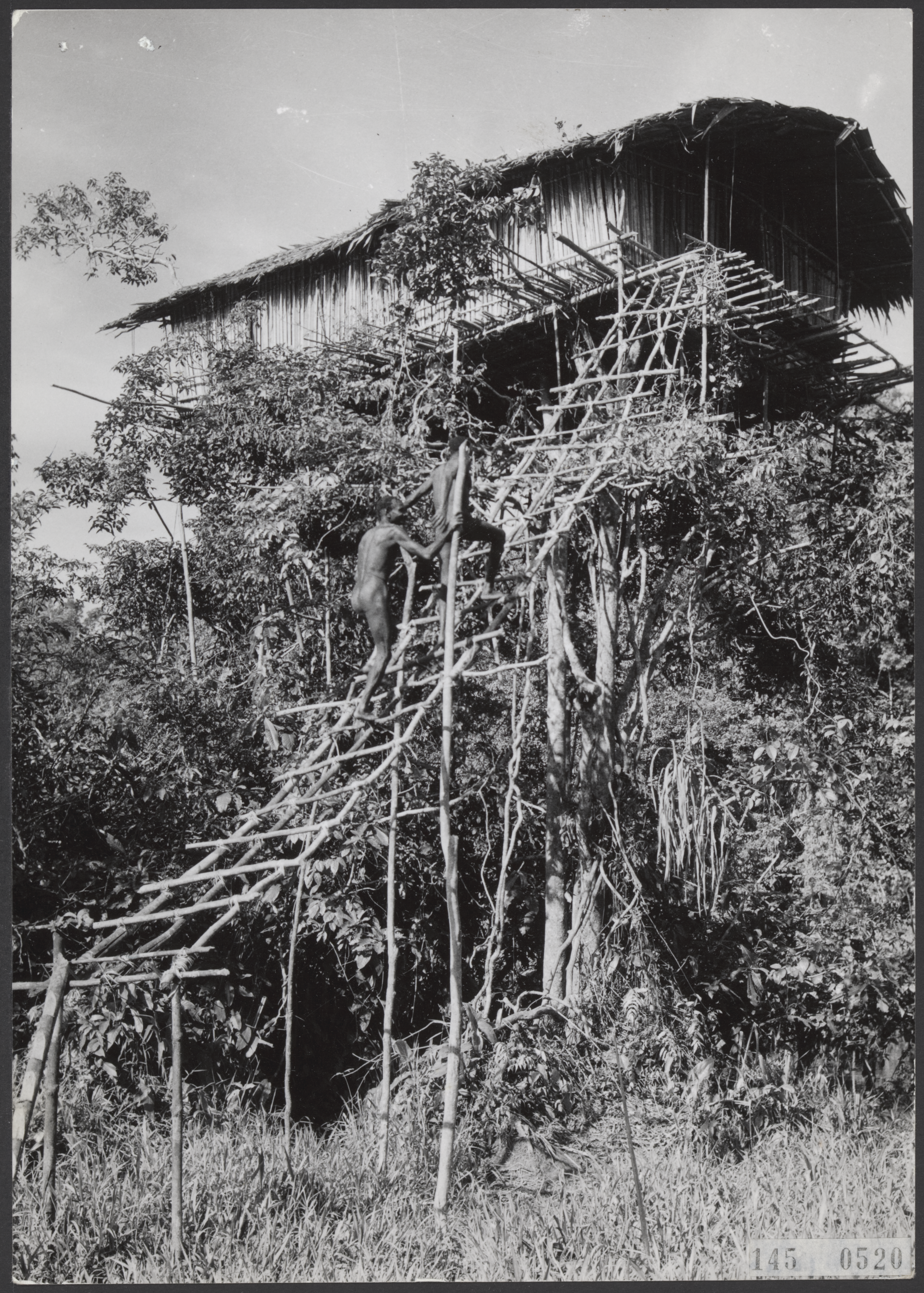
Будинок короваїв

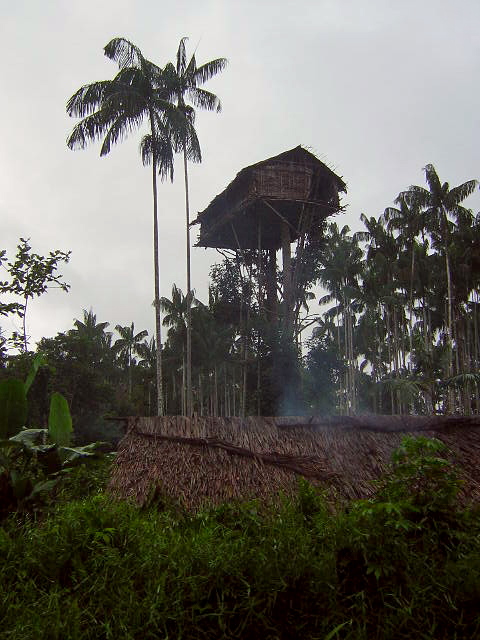
Будинок короваїв

Усередині кожного будинку на дереві є по два вогнища — одне для чоловіків і одне для жінок і дітей, але, оскільки в короваїв поширене багатоженство, то вогнищ може бути й значно більше. Прийшлим незнайомцям або відвідувачам дозволяють спати тільки в жіночій частині будинку.
Народ досі не використовує одягу, лише намисто з намистин або зубів та пов'язка на стегнах у жінок — ось і весь гардероб. Лише для ритуалів і церемоній тубільці одягають спеціальні прикраси, зроблені з листя, кольорової глини, бруду та інших природних елементів.
За допомогою кам'яних сокир короваї роблять борошно зі стовбурів саговника, яке є основним джерелом їжі. Личинки деревних жуків — місцевий делікатес, єдине джерело протеїнів і білків. Діти вживають його як десерт.
Короваям часто розповідають про тих, хто живе зовні, про міста та країни, що вони не єдині в цьому світі, але ставати частиною цивілізації колишні людожери не поспішають. Спочатку вони боялися будь-якого незнайомця через свої традиції та забобони, лише останнім часом стали приймати деякі блага цивілізації.

## Релігія
У короваїв існує власна розвинена релігійна система, в якій головне місце займають міфи про створення світу «маленьким, як миша» духом-творцем, який розділив на частини міфічну свиню Фаюль і так створив весь Всесвіт. Чаклунство в племені дуже розвинене, як і контакти зі світом мертвих (світом сновидінь). Сюди можна проникнути по «сутінковій стежці».
За віруваннями короваїв світ поділений на чотири частини — загальний світ, в якому живуть тварини, люди і примари; інший світ, який виглядає як загальний, але живуть в ньому тільки душі; світ, в якому є «велика вода» і по ньому плавають гігантські риби; і останній світ, де живуть небо, сонце, зірки і місяць. Всі чотири світи постійно взаємодіють один з одним, підтримуючи життя.
Для короваїв характерний ритуальний канібалізм. Вони можуть поїдати тіла своїх ворогів або темних чаклунів, щоб набрати сили від своїх жертв. Доми і дахи будинків короваїв сповнені магічними предметами, покликаними відганяти злих духів і притягувати мисливську та іншу удачу, а ритуальний стовп у центрі будинку взагалі може чіпати тільки господар будинку.

## Харчування
На своїй території короваї роблять вирубки в джунглях і садять там бананові пальми, ставлять пастки на диких свиней і казуарів, їдять майже всі види комах і змій, відмінно вміють ловити рибу і птахів. Але головною істотою, що дає їм життя, вони вважають пальму саго і гусеницю, що живе в її повній крохмалю серцевині — личинку пальмового жука. Пальма — це божество, а поїдання личинок на свята — свого роду первісне причастя.

## Інтернет-ресурси
- Lords of the Garden, 1994 documentary film of Smithsonian expedition to Korowai

| Індонезія | Це незавершена стаття з географії Індонезії. Ви можете допомогти проєкту, виправивши або дописавши її. |